# Strzegocice (gromada)
Strzegocice – dawna gromada, czyli najmniejsza jednostka podziału terytorialnego Polskiej Rzeczypospolitej Ludowej w latach 1954–1972.
Gromady, z gromadzkimi radami narodowymi (GRN) jako organami władzy najniższego stopnia na wsi, funkcjonowały od reformy reorganizującej administrację wiejską przeprowadzonej jesienią 1954 do momentu ich zniesienia z dniem 1 stycznia 1973, tym samym wypierając organizację gminną w latach 1954–1972.
Gromadę Strzegocice z siedzibą GRN w Strzegocicach utworzono – jako jedną z 8759 gromad na obszarze Polski – w powiecie dębickim w woj. rzeszowskim na mocy uchwały nr 19/54 WRN w Rzeszowie z dnia 5 października 1954. W skład jednostki weszły obszary dotychczasowych gromad Strzegocice, Bielowy, Jaworze Górne i Słotowa oraz części obszarów dotychczasowych gromad Gołęczyna i Mokrzec, położone po lewej stronie rzeki Wisłoki ze zniesionej gminy Pilzno, ponadto obszar o łącznej powierzchni 134 ha i 69 a z miasta Pilzna w tymże powiecie. Dla gromady ustalono 26 członków gromadzkiej rady narodowej.
Gromada przetrwała do końca 1972 roku, czyli do kolejnej reformy gminnej.